# Grabianowo (powiat śremski)
Grabianowo – osada w Polsce położona w województwie wielkopolskim, w powiecie śremskim, w gminie Brodnica. W latach 1975–1998 miejscowość należała administracyjnie do województwa poznańskiego.

## Charakterystyka
Niewielka wieś położona 3 km na południe od Brodnicy przy drodze wojewódzkiej nr 310 (Śrem - Czempiń - Głuchowo). We wsi znajduje się skrzyżowanie z drogą powiatową nr 2463 do Poznania przez Mosinę, a także z drogą lokalną do Marianowa. Pierwszy raz wymieniona w dokumentach w 1366 jako własność Daniela z Grabianowa. Zabytkiem wsi prawnie chronionym jest zespół dworski, w skład którego wchodzi: park krajobrazowy o powierzchni 2,36 ha oraz klasycystyczny dwór z 1830 nawiązujący do wzorów renesansowej willi włoskiej, przebudowany w XX wieku, stanowi własność prywatną.
W 1937 we wsi urodził się Stanisław Mańkowski – profesor nauk technicznych, rektor Politechniki Warszawskiej (2002–2005) i Państwowej Wyższej Szkoły Zawodowej w Ciechanowie (2001–2002).